# Heteroblemma
Heteroblemma é um género de plantas com flores pertencentes à família Melastomataceae.
A sua área nativa é do Vietname à Malésia Ocidental e até à Nova Guiné.
Espécies:
- Heteroblemma alternifolium (Blume) Cámara-Leret, Ridd.-Num. & Veldkamp
- Heteroblemma barbatum (Bakh.f.) Cámara-Leret, Ridd.-Num. & Veldkamp
- Heteroblemma bisetosum (Bakh.f.) Cámara-Leret, Ridd.-Num. & Veldkamp
- Heteroblemma capillipes (Regalado) Cámara-Leret, Ridd.-Num. & Veldkamp
- Heteroblemma clemensiae Cámara-Leret
- Heteroblemma cordatum Cámara-Leret
- Heteroblemma coronatum Cámara-Leret
- Heteroblemma decurrens (Cogn.) Cámara-Leret, Ridd.-Num. & Veldkamp
- Heteroblemma flagellatum (Stapf) Cámara-Leret, Ridd.-Num. & Veldkamp
- Heteroblemma formanii (Regalado) Cámara-Leret, Ridd.-Num. & Veldkamp
- Heteroblemma kemulense (Regalado) Cámara-Leret, Ridd.-Num. & Veldkamp
- Heteroblemma loratum (Stapf) Cámara-Leret, Ridd.-Num. & Veldkamp
- Heteroblemma sandakanense (Regalado) Cámara-Leret, Ridd.-Num. & Veldkamp
- Heteroblemma serpens (Stapf) Cámara-Leret, Ridd.-Num. & Veldkamp
- Heteroblemma sibauense H.Okada, Tsukaya & Soejima